# Мирољуб Пешић
Мирољуб Пешић (Београд, 23. октобра 1993) српски је фудбалер који тренутно наступа за Раднички с Новог Београда.

## Каријера

### Почеци
Пешић је прошао омладинску школу ОФК Београда, након чега је наступао за Железник у Српској лиги Београда. Почетком 2013. године уступљен је екипи Рада до краја такмичарске 2012/13. У клубу је задужио дрес са бројем 16. Дебитовао је у претпоследњем колу сезоне на гостовању Новом Пазару. Тада је крајем првог полувремена направио прекршај за једанаестерац домаће екипе који је реализовао Миљан Мутавџић, док је домаћа победила резултатом 4 : 0. Рад је током лета исте године потписао уговор са Пешићем, али он касније није наступао за екипу у званичним такмичењима, већ је други део такмичарске 2013/14. поново провео у Железнику. Како код тренера Милан Милановић није био при првом тиму, касније је прослеђен Синђелићу, а затим је раскинуо уговор са Радом.

### Синђелић Београд
Пешић је лета 2014. године стигао у екипу Синђелића, најпре као уступљени играч Рада. После уводна два кола такмичарске 2014/15, на којима је остао на клупи за резервне фудбалере, Пешић је дебитовао у 3. колу против новосадског Пролетера. Тада га је после првог полувремена на терену заменио Огњен Попадић. Свој први погодак за Синђелић Пешић је постигао у 12. колу против ужичке Слободе. Према званичном веб-сајту Синђелића, Пешић је касније погодио и против краљевачке Слоге, док је у другом делу сезоне постигао гол против ивањичког Јавора. Пешић је од 2015. године званично постао играч Синђелића, после раскида уговора са Радом. На отварању сезоне 2015/16. био је у стартној постави против Доњег Срема, док га је у полувремену заменио Милош Перишић. Касније се усталио у саставу и одиграо укупно 22 лигашке утакмице, уз сусрет са Партизаном у шеснаестини финала Купа Србије. На отварању следеће сезоне био је стрелац првог поготка у победи од 2 : 0 над саставом БСК Борче. У наставку сезоне био је стрелац и против ужичке Слободе у 10. колу. Пешић је екипу Синђелића у Првој лиги Србије предводио као капитен. Током зиме је био на проби у Младости из Подгорице. Услед повреде и периода опоравка, Пешић током током сезоне 2017/18. није био у такмичарском погону. На терен се вратио крајем 2018. године. На отварању пролећног дела сезоне одиграо је свих 90 минута у ремију без голова са Новим Пазаром. Припреме за наредну сезону започео је као капитен, али је током јула поново доживео повреду и затим пропустио читаву такмичарску 2019/20. Синђелић је по њеном окончању одустао од даљег такмичења у другом рангу.

### Мачва Шабац
Током лета 2020. године, Пешић је приступио екипи шабачке Мачве. Дебитовао је у 3. колу Суперлиге Србије за такмичарку 2020/21, када је одиграо читав сусрет са Радничким на Чаиру где је његов тим поражен минималним резултатом. На следећој утакмици, против Новог Пазара, Пешић је замењен у 73. минуту када је уместо њега на терен ушао Никола Дукић. Пешић је након тога неколико утакмица пропустио због повреде. У завршници сусрета са крушевачким Напретком, показан му је црвени картон, због чега је у наредном колу против Партизана није био у саставу свог тима. У поставу Мачве вратио се после издржане суспензије, када је његов тим остварио минималну победу над ивањичким Јавором. До краја сезоне одиграо је укупно 18 утакмица, док је екипа Мачве по окончању такмичења испала из Суперлиге Србије. Први погодак за Мачву Пешић је постигао против свог бившег тима, Рада, у 5. колу Прве лиге Србије за такмичарску 2021/22. До краја сезоне погодио је још против Графичара, као и против Бачке из Бачке Паланке. Наредне сезоне, током јесењег дела, одиграо је 10 утакмица под вођсвом тренера Ивана Куртушића. Крајем 2022. раскинуо је уговор с клубом.

### Раднички Нови Београд
Састав Радничког с Новог Београда почетком 2023. појачан је једанаесторицом нових фудбалера, међу којима и Мирољубом Пешићем. Он је за ту екипу дебитовао на првом такмичарском сусрету те године, када је постигао оба поготка за победу над својим некадашњим клубом, Радом. У извештају Спортског журнала изабран је за најбољег појединца догађаја.

## Статистика

#### Клупска
Ажурирано 2. марта 2023.
|                              |          |                     |     |    |   |   |   |   |   |   |     |    |  |  |
| Железник                     | 2012/13. | Српска лига Београд | 10  | 0  | — | — | — | — | — | — | 10  | 0  |  |  |
| Железник (позајмица)         | 2013/14. | Српска лига Београд | 11  | 0  | — | — | — | — | — | — | 11  | 0  |  |  |
| Железник (позајмица)         | Укупно   | Укупно              | 21  | 0  | — | — | — | — | — | — | 21  | 0  |  |  |
|                              |          |                     |     |    |   |   |   |   |   |   |     |    |  |  |
| Рад (позајмица)              | 2012/13. | Суперлига Србије    | 1   | 0  | — | — | — | — | — | — | 1   | 0  |  |  |
| Рад                          | 2013/14. | Суперлига Србије    | 0   | 0  | 0 | 0 | — | — | — | — | 0   | 0  |  |  |
| Рад                          | 2014/15. | Суперлига Србије    | 0   | 0  | — | — | — | — | — | — | 0   | 0  |  |  |
| Рад                          | Укупно   | Укупно              | 1   | 0  | 0 | 0 | — | — | — | — | 1   | 0  |  |  |
|                              |          |                     |     |    |   |   |   |   |   |   |     |    |  |  |
| Синђелић Београд (позајмица) | 2014/15. | Прва лига Србије    | 20  | 3  | 1 | 0 | — | — | — | — | 21  | 3  |  |  |
| Синђелић Београд             | 2015/16. | Прва лига Србије    | 22  | 0  | 1 | 0 | — | — | — | — | 23  | 0  |  |  |
| Синђелић Београд             | 2016/17. | Прва лига Србије    | 25  | 2  | 0 | 0 | — | — | — | — | 25  | 2  |  |  |
| Синђелић Београд             | 2017/18. | Прва лига Србије    | 0   | 0  | 0 | 0 | — | — | — | — | 0   | 0  |  |  |
| Синђелић Београд             | 2018/19. | Прва лига Србије    | 12  | 0  | 0 | 0 | — | — | — | — | 12  | 0  |  |  |
| Синђелић Београд             | 2019/20. | Прва лига Србије    | 0   | 0  | 0 | 0 | — | — | — | — | 0   | 0  |  |  |
| Синђелић Београд             | Укупно   | Укупно              | 79  | 5  | 2 | 0 | — | — | — | — | 81  | 5  |  |  |
|                              |          |                     |     |    |   |   |   |   |   |   |     |    |  |  |
| Мачва Шабац                  | 2020/21. | Суперлига Србије    | 18  | 0  | 0 | 0 | — | — | — | — | 18  | 0  |  |  |
| Мачва Шабац                  | 2021/22. | Прва лига Србије    | 33  | 3  | 0 | 0 | — | — | — | — | 33  | 3  |  |  |
| Мачва Шабац                  | 2022/23. | Прва лига Србије    | 10  | 0  | 0 | 0 | — | — | — | — | 10  | 0  |  |  |
| Мачва Шабац                  | Укупно   | Укупно              | 61  | 3  | 0 | 0 | — | — | — | — | 61  | 3  |  |  |
|                              |          |                     |     |    |   |   |   |   |   |   |     |    |  |  |
| Раднички Нови Београд        | 2022/23. | Прва лига Србије    | 2   | 2  | — | — | — | — | — | — | 2   | 2  |  |  |
|                              |          |                     |     |    |   |   |   |   |   |   |     |    |  |  |
| Каријера                     | Каријера | Каријера            | 164 | 10 | 2 | 0 | — | — | — | — | 166 | 10 |  |  |
|                              |          |                     |     |    |   |   |   |   |   |   |     |    |  |  |